# آرون کینکید
آرون کینکید (انگلیسی: Aron Kincaid؛ ۱۵ ژوئن ۱۹۴۰ – ۶ ژانویهٔ ۲۰۱۱) یک هنرپیشه، و صدا پیشه اهل ایالات متحده آمریکا بود. 